# Cafe lounge ICED BRAZILIAN TEA
cafe lounge ICED BRAZILIAN TEA（カフェ・ラウンジ・アイスト・ブラジリアン・ティー）は、Incense Recordsよりリリースされたコンピレーション・アルバム。2004年に発売された。
この「cafe lounge」は、それまで発売されていた「the coffee lounge」シリーズから引き継がれたもので、ロゴのデザインも「c」の上に王冠が描かれるなど数点の変更があった。このcafe lounge ICED BRAZILIAN TEAは、そのcafe loungeシリーズ第1弾である。
ジャケットのデザインはCDのタイトルにあるように、スライスされたオレンジと小さなヒマワリのような花がそえられたブラジリアン・アイスティーが描かれている。
このアルバムに収録されている曲の中には、アメリカのテレビで放映されているテレビドラマの「セックス・アンド・ザ・シティ」にBGMとして使用されたものが含まれている。
楽曲は主にブラジリアン・ジャズやラウンジ系の音楽ジャンルを中心としたものが多い。また、発売時に紅茶を専門にとりあつかっている店舗とコラボレーションして、実際にICED BRAZILIAN TEAのお茶が作られた。これにはオレンジの皮やマリーゴールドなどが入れられており、ティーバッグが何個か入ってセットで販売された。

## 収録曲
1. 「DON'T BREAK IT」  JAZZELICIOUS
2. 「PETER PAN SYNDROME」  DJ RODRIGUEZ
3. 「BITCHES AND FRIENDS」  DJ RODRIGUEZ
4. 「BOSSA ROUGE」  GAZZARA
5. 「SEGUNDO」  DEL GAUDIO, ROSSI & D'ANGELO
6. 「BOSSA, NO.5」  RIOLISTIC
7. 「FANCY」  ZIGO
8. 「FRENETIC」  JAZZELICIOUS
9. 「IT'S IMPOSSIBLE」  LE D RENE Y RENE
10. 「BEACH DAY」  RIOLISTIC
11. 「I REMEMBER」  MAYA F.S
12. 「POINT OF VIEW」　VOO DOO PHUNK